# 연금복권520
연금복권520은 2011년 7월 6일부터 2020년 4월 29일까지 대한민국의 복권위원회가 매주 1회 발행하였던 추첨식 복권이다.

## 역사
- 1969년부터 복권의 역사가 시작된 뒤로 한국주택은행에서 시행한 주택복권에서 시작하여 올림픽복권, 플러스플러스복권, 팝콘복권(한국연합복권)을 거쳐 현재에 이르고 있다.
- 2013년 12월 2일부로 한국연합복권 대신 로또 6/45 발행 및 판매사인 나눔로또(2018년 12월 이후 동행복권으로 대체)으로 발행사가 변경되고, 복권통합운영을 하게 된다.
- 2020년 5월 7일부터 연금복권520에서 연금복권720+로 복권의 명칭을 변경한다.

## 발행과 추첨
매주 1조부터 7조까지 각 조당 100000~999999까지 90만장씩 총 630만장을 발행한 후 추첨은 매주 수요일 오후 7시 40분 MBC 드라마넷에서 생방송으로 진행한다.
당첨구조는 다음과 같다. 중복되는 당첨금은 모두 받을 수 있다. 예를 들어 1등이 1조 123456이고 6등이 56, 7등이 6이면 1등, 6등, 7등 모두 받을 수 있다. 지급기한은 추첨일 다음날로부터 1년이다.
| 등위 | 당첨금                            | 일치조건                                 | 장수      | 총당첨금      | 당첨확률    | 비고                                              |
| ---- | --------------------------------- | ---------------------------------------- | --------- | ------------- | ----------- | ------------------------------------------------- |
| 1    | 월500만원 12개월*20년 (총 12억원) | 조단위와 각자리 모두 일치                | 2         | 24억원        | 1/3,150,000 | 2회 추첨, 수령권 상속 가능, 실수령액 : 390만원/월 |
| 2    | 1억원                             | 1등의 바로 앞, 뒤번호                    | 4         | 4억원         | 1/1,575,000 | 1등추첨시 자동결정, 단 조단위가 다를시 당첨 취소  |
| 3    | 1천만원                           | 여섯자리 모두 일치(조자리 제외)          | 7         | 7천만원       | 1/900,000   |                                                   |
| 4    | 1백만원                           | 만단위부터 일단위까지 다섯자리 숫자 일치 | 63        | 6천3백만원    | 1/100,000   |                                                   |
| 5    | 2만원                             | 백단위부터 일단위 세자리 숫자 일치       | 6,300     | 126,000,000   | 1/1,000     | 66회(2012.10.3)부터 적용                          |
| 6    | 2천원                             | 십단위와 일단위 두자리 일치              | 126,000   | 2억5천2백만원 | 1/50        | 2회 추첨                                          |
| 7    | 1천원                             | 일단위 한자리 일치                       | 1,260,000 | 12억6천만원   | 1/5         | 2회 추첨이 원칙이나 편의상 동시에 두대를 같이 함  |

### 방송사
- 1회~26회(2011년 7월 6일~2011년 12월 28일)YTN
- 27회~74회 (2012년 1월 4일~2012년 11월 28일)MBN
- 75회~239회 (2012년 12월 5일~2016년 1월 27일)JTBC
- 240회~387회(2016년 2월 3일~2018년 11월 28일)SBS 플러스
- 388회~461회(2018년 12월 5일~2020년 4월 29일)MBC 드라마넷
- 다른 복권과의 차이점은 1등 당첨금을 한번에 지급하지 않고 월 500만원씩 20년에 걸쳐 지급한다는 점이다.
- 참고로 5등 당첨금은 65회차까지는 천단위부터 일단위까지 네자리 숫자가 일치해야 하며 당첨자수 630명, 당첨확률 1만분의1, 당첨금 20만원이었다.
- 1등 당첨번호가 100000이면 2등은 같은 조의 999999,100001이 되며, 1등 당첨번호가 999999이면 2등은 같은 조의 999998,100000이 된다.